# Попо II фон Лауфен
Попо II (III) фон Лауфен (на немски: Poppo II (III) von Lauffen; † сл. 5 март 1122) е граф на Лауфен в Лобденгау.

## Произход
Той е вторият син на граф Бопо фон Лобденгау († сл. 1067). Брат е на граф Хайнрих II фон Лауфен († сл. 1067) и на Бруно († 1124), архиепископ на Трир (1102 – 1124).

## Фамилия
Popo II фон Лауфен се жени за Матилда фон Хоенберг († сл. 1110), дъщеря на граф Бертхолд I фон Хоенберг († 1110) и Лиутгард фон Брайзгау († 1110). Те имат един син:
- Конрад фон Лауфен († сл. 18 май 1127), граф на Лауфен в Лобденгау, женен за Гизелхилд фон Арнщайн, дъщеря на граф Лудвиг I фон Арнщайн-Айнрихгау († 1084)